# 斛律光

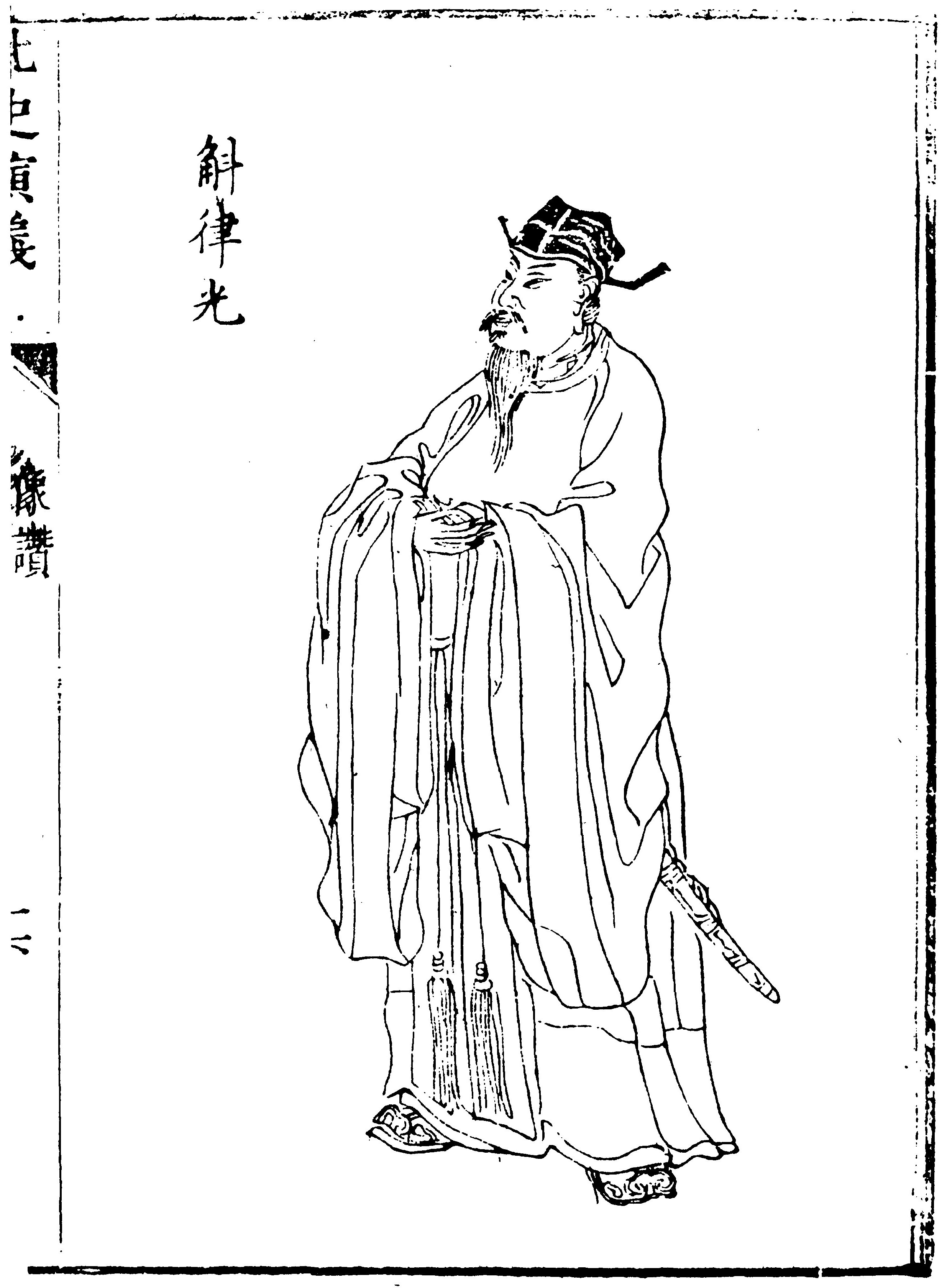
斛律光

斛律 光（こくりつ こう、515年 - 572年）は、中国の北斉の武将。北斉の重鎮として国を支え続けていたが、後主によって粛清された。字は明月。朔州勅勒部の出身。

## 経歴
斛律金の長男として生まれた。17歳のとき、父に従って西征し、初陣で宇文泰の長史の莫者暉を射当てて捕らえる戦功を挙げた。高歓に賞賛されて、都督に抜擢された。高澄が世子となると、斛律光は召されて親信都督となり、征虜将軍に転じ、衛将軍の号を加えられた。武定5年（547年）、永楽県子に封じられた。高澄に従って洹橋で狩猟したとき、大鵰（オオワシ）を射止めて、邢子高に「これ射鵰手なり」と評され、このため落鵰都督を号した。まもなく左衛将軍を兼ね、爵位は伯に進んだ。
天保元年（550年）、北斉が建てられると、開府儀同三司を加えられ、西安県子の別封を受けた。天保3年（552年）、文宣帝に従って庫莫奚を討ち、戦功を挙げて凱旋すると、晋州刺史に任じられた。天保7年（556年）、歩騎5000を率いて天柱・新安・牛頭の3戍を落とし、北周の儀同の王敬儁らを破って凱旋した。天保9年（558年）、北周の絳川・白馬・澮交・翼城の4戍を奪った。朔州刺史に任じられた。天保10年（559年）、特進・開府儀同三司となった。2月、騎兵1万を率いて北周の開府の曹迴公を討ち、これを斬った。柏谷城主の薛禹生が城を棄てて逃走すると、斛律光は文侯鎮を取り、戍を立て柵を置いて凱旋した。并州刺史に転じた。皇建元年（560年）、鉅鹿郡公に進んだ。11月、楽陵王高百年が皇太子となると、斛律光の長女を太子妃とした。太寧元年（561年）11月、斛律光は尚書右僕射となり、中山郡を食邑とした。太寧2年（562年）、太子太保に任ぜられた。河清元年（563年）5月、尚書令となった。7月、司空に上った。河清2年（563年）4月、歩騎2万を率いて勲掌城を軹関の西に築き、長城200里を築いて、13戍を置いた。河清3年（564年）1月、北周の達奚成興らが平陽に侵攻すると、斛律光は歩騎3万を率いて防御にあたり、達奚成興らは斛律光が来たと聞いて撤退した。斛律光は北方に追撃して、逆に北周の国境に入り、2000人あまりを捕らえて帰還した。3月、司徒に転じた。4月、北方の突厥を討った。この年の冬、北周の武帝が尉遅迥・宇文憲・王雄らに10万を称する大軍を率いさせ、洛陽を攻撃させた。斛律光は騎兵5万を率いて迎撃し、邙山で戦って、尉遅迥らを破った。このとき斛律光は自ら王雄を射殺している。12月、太尉に転じ、冠軍県公に封ぜられた。次女を太子妃とし、天統元年（565年）4月には彼女が後主の皇后となった。同年、斛律光は大将軍に転じた。天統3年（567年）6月、父の喪のため官を辞したが、その月のうちに斛律光と弟の斛律羨は前任に復帰した。その秋、太保となり、亡父の咸陽王・第一領民酋長の爵位を継ぎ、武徳郡公の別封を受け、趙州を食邑とした。天統5年（569年）11月、太傅に転じた。
12月、北周が洛陽を包囲するため、北斉側の糧道の遮断を図った。武平元年（570年）1月、斛律光は歩騎3万を率いてこれを討ち、北周の王傑・梁士彦・梁景興らを鹿盧交道で破った。宜陽にいたり、北周の斉国公宇文憲らと100日間対峙し、その間に統関・豊化の2城を築いた。軍を返し、安鄴にいたったところ、宇文憲らが追撃してきたので、斛律光は騎兵を率いてこれを撃破した。梁洛都・梁景興・梁士彦らをまた破り、梁景興を斬った。2月、右丞相・并州刺史を加えられた。その冬、歩騎5万を率いて玉壁に華谷・龍門の2城を築き、宇文憲らと対峙したが、宇文憲らは動かなかった。斛律光は軍を進めて定陽を包囲し、南汾城を築いた。
武平2年（571年）、平隴・衛壁・統戎などの鎮戍13カ所を築いた。北周の普屯威・韋孝寛らが平隴に迫り、斛律光と汾水の北で戦ったが、斛律光はこれを破った。中山郡公に封じられた。軍を返して、歩騎5万を率いて平陽道を出て、姚襄・白亭の城戍を攻め落とし、その城主や大都督ら9人を捕らえ、数千人の捕虜をえた。長楽郡公の別封を受けた。北周の紇干広略が宜陽を包囲すると、斛律光は歩騎5万を率いて、城下に戦って破った。11月、左丞相となり、また清河郡公の別封を受けた。
ときに斛律光は祖珽の高慢をそしり、穆提婆が求めた婚姻を許さなかったので、祖珽・穆提婆らの恨みを買った。北周の韋孝寛は斛律光の武勇を憎んで、謠言を作り、鄴に間諜を放って言いふらさせた。「百升は上天を飛び、明月は長安を照らす」といい、また「高山は推さずして自ら崩れ、槲樹は扶けずして自ら竪つ」といわせた。これに乗じて祖珽や穆提婆は斛律光の謀反を讒言して後主に信じこませた。武平3年（572年）7月戊辰、斛律光は処刑された。
斛律光は寡黙で厳格であり、軍を統制するのに刑罰をふるい、築城の夫役には鞭をふるったが、節度を失ったことはなく、深く敵に恐れられていたので、冤罪で処刑されると、朝野はかれのことを痛惜した。北周の武帝は斛律光の死を聞いて喜び、大赦をおこなった。建徳6年（577年）、北周が北斉を滅ぼすと、斛律光に上柱国・崇国公の位を追贈した。武帝は「この人がいれば、どうして朕が鄴に入ることができただろうか」（此人若在，朕豈能至鄴！）と言った。

## 子女
- 斛律武都（特進・太子太保・開府儀同三司・梁兗二州刺史を歴任。斛律光の死後、州で斬られた）
- 斛律須達（中護軍・開府儀同三司。斛律光に先だって死去した）
- 斛律恒伽（仮儀同三司。斛律光とともに死を賜った）
- 斛律鍾（斛律光が死去したとき、数歳で、一命を許された。北周で崇国公を嗣いだ。隋の開皇年間、驃騎将軍として死去）[42][40][43]
- 斛律氏（太子高百年の妃。百年があらぬ罪を叔父からかけられ決別したとき握った玉玦を握ったまま気絶し、父が拳を分けて合葬させたという）[44][45]
- 斛律氏（後主斛律皇后）[46][47][48]

## 伝記資料
- 『北斉書』巻17 列伝第9
- 『北史』巻54 列伝第42